# Emathea intermedia
Emathea intermedia es una especie de insecto coleóptero de la familia Chrysomelidae.
Fue descrita científicamente en 1899 por Martin Jacoby.